# Ewert and The Two Dragons
Ewert and The Two Dragons — эстонская инди-рок-группа. Состав группы состоит из основателя Эверта Саволайнен, солиста Эверта Сундья, гитариста Эрки Пярноя, барабанщика Кристьяна Калласа и басиста Иво Этти. Их дебютный альбом The Hills Behind The Hills был выпущен в 2009 году. Последующий альбом Good Man Down был записан в начале 2011 года и выпущен в апреле на лейбле I Love You Records. Третий альбом группы, Circles, был выпущен в 2015 году на лейбле Sire Records. Они получили признание в странах Балтии, а также в ряде других европейских стран.

## История
Эверт Сундья, Эрки Пярноя и Кристьян Каллас — друзья, которые впервые начали играть вместе в 2008 году. Название группы произошло от фильма, фанатом которого был Сундья. Через некоторое время группа привыкла к этому и решила придерживаться его. Хотя в названии указано, что в группе три человека, группа описывает одного из драконов как имеющего две головы. На первых концертах они в основном исполняли каверы на The Police, Radiohead, Джеффа Бакли и других. Вскоре трио решило использовать свой собственный материал, результатом чего стал выпуск их дебютного альбома The Hills Behind the Hills. Альбом был записан за три дня на летнем даче родственников Эверта Сундьи и выпущен в октябре 2009 года. Когда они начали выступать вживую, к составу присоединился Иво Этти.
В мае 2010 года группа отправилась в свой первый балтийский тур и дала концерты по всей Прибалтике — в Риге, Сигулде, Лиепае и Клайпеде. В мае 2010 года группа выступила на открытии конференции TEDxTallinn. 17 июля 2010 года группа дала концерт в Positivus.
25 сентября группа подписала контракт с латвийским инди-лейблом I Love You Records. Второй альбом Good Man Down был выпущен 5 апреля 2011 года и с тех пор получил признание критиков в Эстонии, Латвии, Финляндии, Франции и Швеции. Альбом стал одним из самых продаваемых в Эстонии в 2011 году.
Первый сингл с альбома «(In The End) There’s Only Love» был популярен во всех трёх странах Балтии и стал переломным моментом в карьере группы. Премьера состоялась в Эстонии Мартом Норметом на Radio 2, а в Латвии — Томсом Гревинсом с Radio 101. Трек был подхвачен эстонскими коммерческими радиостанциями в середине 2011 года и достиг пика в чарте Uuno Radio Top 25 в сентябре. Ренарс Кауперс из Brainstorm упоминал о своей привязанности к группе во многих своих интервью, и в августе 2011 года Эверт и The Two Dragons исполнили эту песню вместе с Brainstorm на мероприятии Freedom Song на территории Таллиннского песенного фестиваля.
С 2011 года Эверт и The Two Dragons выступали в различных европейских странах, в том числе на таких фестивалях, как Popkomm (Германия), Waves Vienna (Австрия), Eurosonic Festival 2012 (Голландия) и Lost In Music (Финляндия). В ноябре 2011 года у них были аншлаговые концерты в концертном зале Nokia в Таллине и Palladium в Риге.
Эверт и The Two Dragons стали лауреатами премии Tallinn Music Week / Skype «Go Change The World» за 2011 год. Группа получила три награды на ежегодной церемонии «Хит года» Эстонского радио2: «Лучший новый номер», «Фаворит радиостанции» и премию «Хит года» за песню «Good Man Down». Эстонское национальное телевидение признало «Good Man Down» лучшим видео 2011 года. В 2012 году группа была номинирована и выиграла пять музыкальных премий Эстонии. Награды включали в себя «Лучшая группа», «Лучшее видео», «Песня года», «Лучший рок-альбом» и «Альбом года».
Летом 2012 года группа подписала международный издательский контракт с BMG Rights Management в Германии.
Эверт и The Two Dragons — лауреаты премии European Border Breakers Awards 2013. Премия European Border Breakers Awards присуждается лучшим новым музыкальным коллективам Европы. Церемония награждения проходит на музыкальном фестивале Eurosonic Noorderslag.
В ноябре 2023 года они были объявлены одними из полуфиналистов Eesti Laul 2024 с песней «Hold Me Now» («Обними меня сейчас»). Они вышли в финал в первом раунде полуфинала.

## Участники
- Эверт Сундья — вокал, клавишные
- Эрки Пярнойя — гитара, бэк-вокал
- Иво Этти — бас-, акустическая гитара, юэк-вокал
- Кристиан Каллас — ударные, перкуссия

Дополнительные участники
- Aarne Ots — труба (2011-н. в.)
- Johannes Kiik — тромбон (2011-н. в.)
- Indrek Varend — саксофон (2011-н. в.)

## Дискография
- The Hills Behind the Hills (2009)
- Good Man Down (2011)
- Circles (2015)
- Hands Around the Moon (2018)
- Live at the Arena (2021)

## Награды и номинации

### Эстонские музыкальные премии
| Год  | Номинируемая работа | Категория       | Результат |
| ---- | ------------------- | --------------- | --------- |
| 2012 | Good Man Down       | Альбом года     | Победа    |
| 2012 | Good Man Down       | Best Rock Album | Победа    |
| 2012 | «Good Man Down»     | Песня года      | Победа    |

### Radio 2 Хит года
| Год  | Номинируемая работа | Категория | Результат |
| ---- | ------------------- | --------- | --------- |
| 2011 | «Good Man Down»     | Хит года  | Победа    |

### Премия «Нарушители европейских границ»
| Год  | Номинируемая работа | Категория | Результат |
| ---- | ------------------- | --------- | --------- |
| 2013 | Good Man Down       | EBBA      | Победа    |

### Эстонские музыкальные премии
| Год  | Номинируемая работа | Категория       | Результат |
| ---- | ------------------- | --------------- | --------- |
| 2016 | «Circles»           | Рок-альбом года | Победа    |